# The Romantics (álbum)
The Romantics es el álbum debut de la banda de rock The Romantics. Fue lanzado en 1980 en Registros Nemperor. Incluye el Billboard Hot 100 hit "What I Like About You".

## Listado de canciones
1. "When I Look in Your Eyes" - 3:02
2. "Tell It To Carrie" - 3:23
3. "First In Line" - 2:38
4. "Keep In Touch" - 3:42
5. "Girl Next Door" - 4:41
6. "What I Like About You" - 2:55
7. "She's Got Everything" - 2:35 (Ray Davies, Copyright Rightsong Music)
8. "Till I See You Again" - 3:53
9. "Hung On You" - 3:26
10. "Little White Lies" - 2:39
11. "Gimme One More Chance" - 4:28

## Personal
- Wally Palmar---Guitarra rítmica, voces
- Mike Skill---Guitarra solista, voces
- Rich Cole--- Bajo, voces
- Jimmy Marinos---Batería, percusión, voz

## Producción
- Producido por Solley Pete Para Registros Spyder
- Grabado y Diseñado por Steve Brown
- Masterizado por Greg Calbi